# Antonio Rodríguez Salvador
Pour les articles homonymes, voir Antonio Rodriguez, Rodriguez et Salvador (homonymie).
Antonio Rodríguez Salvador (né à Taguasco, Cuba, 22 décembre 1960), est poète, narrateur, dramaturge et essayiste cubain.

## Œuvres
- Oficio de caminante (poésie), éditions Capitaine San Luis, La Havane, 1991.
- Quiero que me desanudes (poésie), éditions Luminaria, Sancti Spíritus, 1992
- En un sombrero de mago (poésie), éditions Luminaria, Sancti Spíritus, 1993.
- Hágase un solitario (conte, prix Fondation de la Ville de Sainte-Claire), éditions Capiro, Santa Clara, 1996
- Rolandos (roman, prix international du roman Salvador García Aguilar, Rojales, Alicante, Espagne), Olalla éditions, Madrid, 1997 ; éditions Lettres cubaines, La Havane, 1998 ; éditions Caminho, Lisbonne, 2000.
- Sueño a cuatro manos (roman), éditions Globe, Tenerife, 2002.
- Espejo del solitario (poésie), éditions Luminaria, Sancti Spíritus, 2002.
- Pato de bodas (Canard de mariages, théâtre pour enfants), éditions Luminaria, Sancti Spíritus, 2005.
- Líneas aéreas (narrateurs latino-américains), éditions Langue de Torchon, Madrid, 1999.
- De Cuba te cuento (narrateurs cubains), éditions Place Majeure, Porto Rico, 2002.
- Que caí bajo la noche (poésie), éditions Ávila, Aveugle d'Ávila, 2004.